# Gente de primera
Gente de Primera va ser un programa de televisió emès per TVE-1 en la temporada 1993-94 dirigit i presentat per Iñaki Gabilondo i realitzat per José María Castillo Pomeda (el 2005 i en la mateixa cadena, es va emetre un altre programa titulat també "Gente de Primera", la qual cosa pot donar lloc a confusió).

## Format
Es tractava d'un programa d'entrevistes en profunditat, en prime time i sempre a personatges de primera fila nacional i internacional. Van ser entrevistats personatges tan diversos com Margaret Thatcher, Pedro Almodóvar, Joan Manuel Serrat, Marta Ferrusola, Pablo Milanés, Violeta Friedman, Judit Mascó, Oliver Stone, entre molts altres. El programa va arribar a tenir una audiència de 10 milions d'espectadors.